# 舍维留奇火山
舍维留奇火山（俄语：Шивелуч，又译：希韦卢奇火山）位于俄罗斯远东地区勘察加半岛，是勘察加半岛位置最北的一座活火山，为堪察加最大、最活跃的活火山之一。海拔3307米。
该火山曾於2013年3月5日、2022年11月20日、2023年4月11日噴發。